# Die sieben Täublein

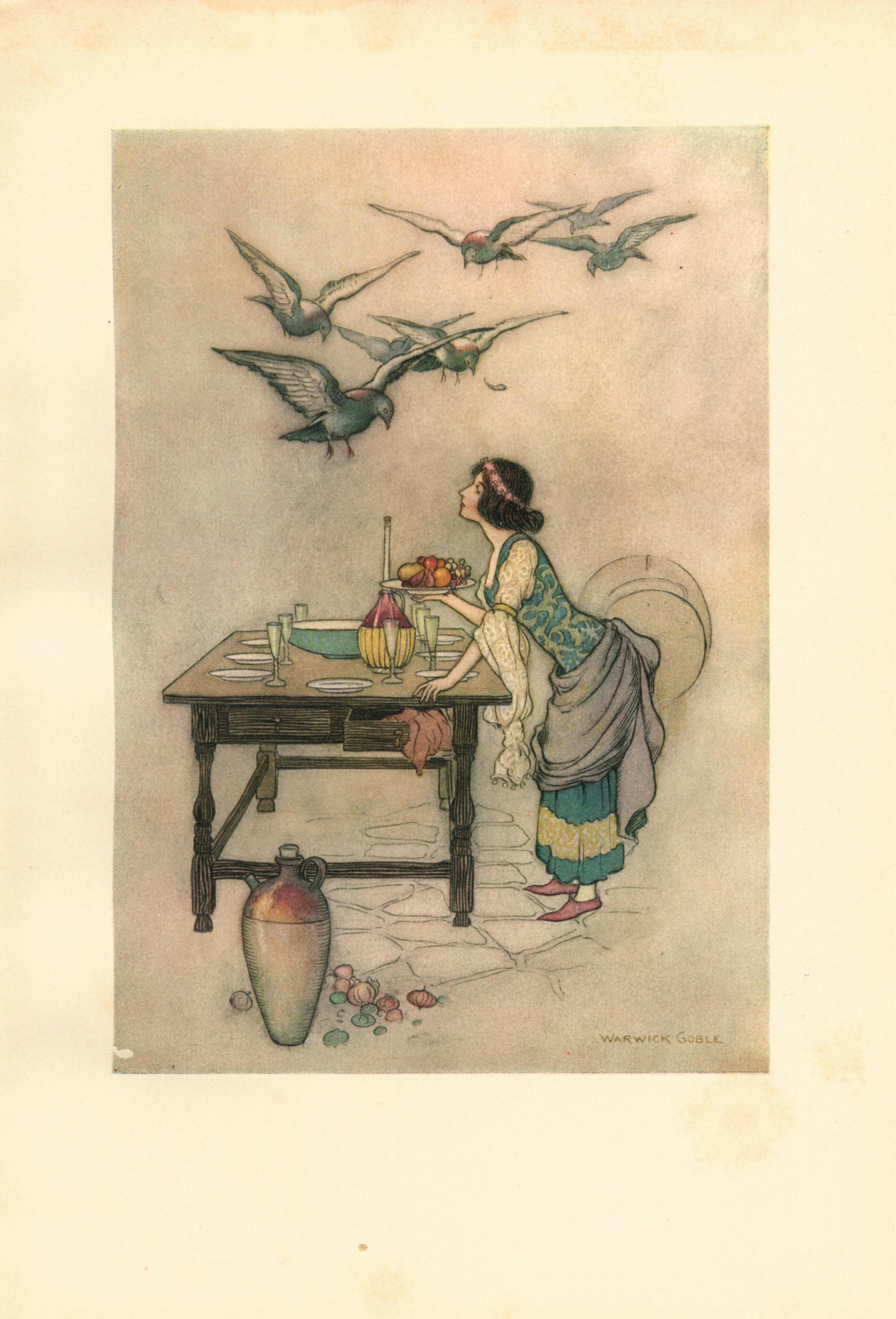
Illustration von Warwick Goble, 1911

Die sieben Täublein (neapolitanisches Original: Li sette palommielle) ist ein Märchen (AaTh 451, 110, 75). Es steht in Giambattista Basiles Sammlung Pentameron als achte Erzählung des vierten Tages (IV,8). Felix Liebrecht übersetzte Die sieben Tauben.

## Inhalt
Die sieben Söhne wollen auswandern, falls ihre schwangere Mutter noch einen Sohn bekäme. Es wird ein Mädchen, doch die Hebamme gibt den Brüdern das falsche Zeichen. Sie kommen in einen Wald, da lebt ein Orco, den eine Frau einst blendete und der sie in Dienst nimmt. Ihre Schwester Cianna wächst heran und findet sie. Die Brüder verstecken sie und mahnen, dass sie alles mit der Katze teilt. Einmal isst sie eine Haselnuss allein, da pisst die Katze das Feuer aus. Freundlich fragt Cianna den Orco, der hört ihre Stimme und will sie töten. Der älteste Bruder stürzt ihn in einen Graben. Sie soll keine Kräuter von seinem Grab sammeln, tut es aber doch, um eines armen Pilgers Wunde damit zu verbinden. Da sind die sieben Brüder zu Tauben geworden. Um sie zu erlösen, muss sie die Mutter des Herrn der Zeit finden. Ein Wal, eine Maus, eine Ameise und eine Eiche weisen ihr den Weg. Auf Rat des Pilgers nimmt sie die Gewichte aus der Uhr, da steht Chronos still, bis seine Mutter bei seinen Flügeln schwört, bei seiner Rückkunft ihn für Cianna auszufragen. Die Brüder werden erlöst, indem sie sich auf eines toten Stieres Hörner setzen. Sie befreien den Baum von einem Schatz unter seinen Wurzeln und helfen auch den Tieren. Räuber binden die Geschwister an Bäume und nehmen das Gold, doch die Maus durchtrennt die Fesseln, und die Ameise zeigt das Versteck. Als die Räuber sie einholen, trägt sie der Walfisch heim.

## Bemerkungen

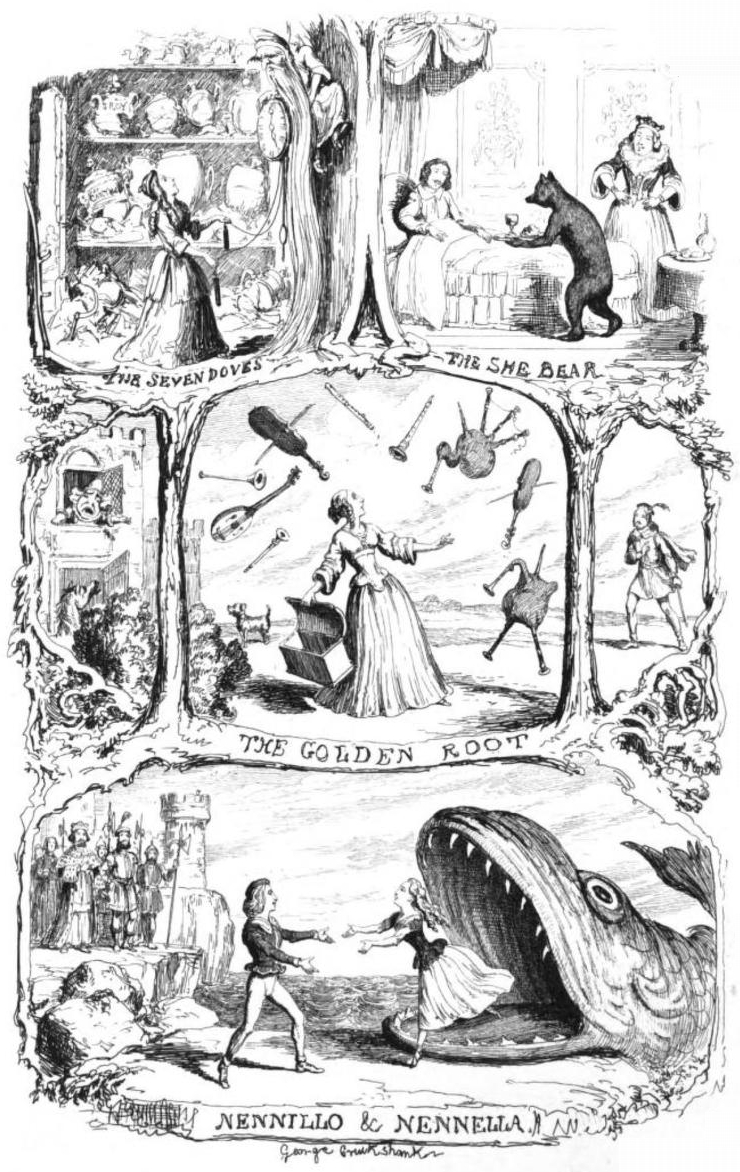
Illustration von George Cruikshank zu Die sieben Täublein, Die Bärin, Der goldene Stamm, Ninnillo und Nennella, 1850

Basile benutzt die spätmittelalterliche Schwanenkindersage und den griechischen Zeitgott Chronos, dazu beklemmende Vanitas-Symbole – verfallenes Haus, Asche. Seine langbärtige Mutter gleicht einer Moire (vgl. IV,6 Die drei Kronen, V,4 Der goldene Stamm) und beschreibt ihn so: „… ist er erst wieder fort – denn er kann nicht einen einzigen Augenblick an einem Ort verweilen –, dann suche schleunigst das Weite. Halte dich aber ganz still, denn er ist von einer solchen Gefräßigkeit, daß er selbst seine eigenen Kinder nicht verschont.“ Chronos, männlich wie italienisch „il tempo“ (die Zeit), ist oft mit dem Titanen Kronos vermischt, der seine Kinder frisst. Zur dankbaren Maus vgl. Äsops Fabel Der Löwe und das Mäuschen (AaTh 75) und Geschichten von der Katze mit der Schelle (AaTh 110).
Das Märchen erschien auf Deutsch 1845 in Kletkes Märchensaal als Nr. 19 Die sieben Tauben. Rudolf Schenda nennt zur italienischen Erzähltradition noch Calvino Nr. 16 I dodici huoi, Nr. 31 Muta per sette anni, De Simone II, Nr. 96  'A vecchia e 'o Sole, jeweils mit Anmerkungen, und moderne Varianten in Cirese/Serafinis Tradizioni orali non cantate, S. 106. Auffallend ähnlich sind Grimms Märchen Nr. 9 Die zwölf Brüder, Nr. 25 Die sieben Raben, Nr. 49 Die sechs Schwäne, im Aushorchen des Teufels auch Nr. 29 Der Teufel mit den drei goldenen Haaren, Nr. 125 Der Teufel und seine Großmutter, Nr. 165 Der Vogel Greif.
Laut Walter Scherf fordern die Söhne Entthronung durch eine Schwester, um selbst die freie Vaterrolle einzunehmen, die aber die Schwester erhält, wie die sorgende Geste gegenüber dem Pilger verrät. Die also Unabgelösten neigen zum Vatermord, fordern den Gang zur Ur-Mutter, deren Weisheit klingt für Scherf nicht mehr nach Zaubermärchen, der Erzähltyp AaTh 460 weise zurück bis zum Gilgamesch-Epos.